# 영주 비로사 진공대사보법탑비
비로사 진공대사보법탑비(毘盧寺 眞空大師普法塔碑)는 대한민국 경상북도 영주시 풍기읍 삼가리, 비로사 안에 있는 진공대사의 탑비이다. 1972년 12월 29일 경상북도의 유형문화재 제4호로 지정되었다.

## 개요
비로사 안에 있는 진공대사의 탑비이다.
진공대사는 통일신라말·고려초에 활약한 승려로, 경주 출신이며, 성은 김씨이다. 가야산 선융(善融)의 제자가 되어 소백산에 절을 짓고 주지로 있다가 고려 태조 20년(937)에 입적하였다, 태조는 시호를 ‘진공대사’라 하고, ‘보법’이라는 탑이름을 내리었다.
비의 형태는 거북받침돌 위에 비몸을 세우고 산(山)모양의 머릿돌을 얹은 모습인데, 비몸이 갈라져 일부가 파손되었다. 거북받침은 새겨진 조각이 얕아 둔해 보이며 등 중앙에 비를 꽂는 네모난 홈을 마련해 두었다. 머릿돌은 구름과 용무늬를 새겨 놓았는데, 화려하긴 하나 깊이 새긴 것은 아니다.
고려 태조 22년(939)에 세운 비로, 비문은 최언위가 짓고, 이환추가 글씨를 썼다.

## 갤러리

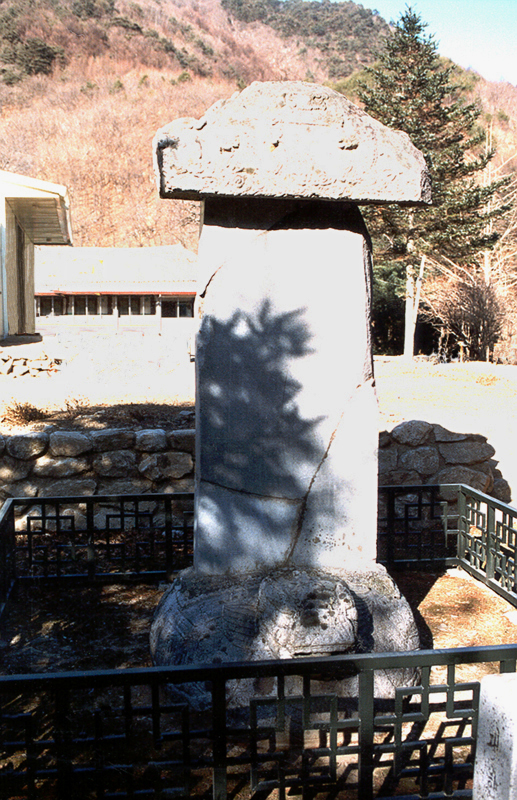
비로사진공대사보법탑비(전경)

## 참고 자료
- 비로사진공대사보법탑비 - 국가유산청 국가유산포털